# Pentapleura quadridens
Pentapleura quadridens är en stekelart som först beskrevs av Fischer 1966.  Pentapleura quadridens ingår i släktet Pentapleura och familjen bracksteklar. Inga underarter finns listade i Catalogue of Life.